# Медниковская улица
Медниковская улица — улица в Центральном районе города Твери, проходит от улицы Андрея Дементьева до Смоленского переулка.

## Расположение
Медниковская улица начинается от улицы Андрея Дементьева и продолжается в юго-восточном направлении. Пересекает улицу Салтыкова-Щедрина и Татарский переулок, после чего упирается в Смоленский переулок.
Общая протяжённость Медниковской улицы составляет 650 метров.

## История
Медниковская улица возникла в 1760-х годах соответствии с первым планом регулярной застройки в составе предместья. Своё название получила из-за того, что в этой части Твери в тот период жили ремесленники-медники.
В советское время не переименовывалась.
Застраивалась главным образом одно- и двухэтажными деревянными домами. С конца 1980-х годов эти дома постепенно сносятся, а на их месте начинается строительство коттеджей и малоэтажных кирпичных жилых домов. Например, в 1990-х — начале 2000-х годов были построены жилые дома № 1а, № 26. В 2000-х годах был построен четырёхэтажный жилой кирпичный дом № 55/25.
Несмотря на многочисленный снос, на Медниковской улице остались примеры типичной застройки старой Твери.

## Здания и сооружения
Здания и сооружения улицы, являющиеся объектами культурного наследия:
- Дома 19, 21, 28, 29, 39, — памятники архитектуры с названием «Дом жилой».
- Дом 22 конца 18 века был снесён в 2002 году.